# Santiago Castro-Gómez
Santiago Castro-Gómez (Bogotá, Colombia, 1958) es un filósofo colombiano conocido por sus trabajos en el campo del pensamiento decolonial y la filosofía política. Sus clases y conferencias han tenido amplia difusión a través de su canal de YouTube

## Biografía
Santiago Castro-Gómez comenzó sus estudios de Filosofía en la universidad Santo Tomás. Continuó sus estudios en las universidades Johann Wolfgang Goethe de Fráncfort del Meno y en la de Tubinga.Fue profesor de las universidades Javeriana y Santo Tomás de Bogotá e investigador del Instituto Pensar.

## Pensamiento
El trabajo de Santiago Castro-Gómez aborda problemas propios de la teoría crítica, el pensamiento decolonial y la filosofía política.Su obra temprana se ocupa de trazar una genealogía de las herencias coloniales en Colombia y América Latina. En La hybris del punto cero, 2005, el autor investiga la segunda mitad del siglo XVIII en La Nueva Granada, analizando el imaginario de que el pensamiento abstracto pertenecía a la raza blanca. El punto cero es este lugar de pretendida objetividad. Muestra la continuidad de este imaginario, desde el discurso de la pureza de sangre, hasta la emergencia de la modernidad, en la ilustración criolla y en la expedición botánica, donde demuestra que hubo expropiación epistémica, pues en el caso de la quina no se reconocieron las fuentes. Luego escribe una serie de obras dedicadas a explorar diferentes aspectos de la filosofía política en autores como Michel Foucault, Slavoj Zizek y Karl Marx. Ha polemizado con algunas corrientes del pensamiento decolonial latinoamericano.

## Obra
- La rebelión antropológica. El joven Marx y la izquierda hegeliana (1835-1846) (Madrid, siglo XXI Editores, 2022).
- El tonto y los canallas: Notas para un republicanismo transmoderno (Bogotá: Universidad Javeriana, 2019).
- Historia de la gubernamentalidad II. Filosofía, cristianismo y sexualidad en Michel Foucault (Bogotá: Siglo del Hombre Editores, 2016)
- Revoluciones sin sujeto. Slavoj Zizek y la crítica del historicismo posmoderno. D.F. (México: AKAL 2015).
- Historia de la gubernamentalidad. Razón de estado, liberalismo y neoliberalismo en Michel Foucault (Bogotá: Siglo del Hombre Editores, 2010).
- Tejidos Oníricos. Movilidad, capitalismo y biopolítica en Bogotá, 1910-1930 (Bogotá: Universidad Javeriana 2009).
- Genealogías de la colombianidad: formaciones discursivas y tecnologías de gobierno en los siglos XIX y XX, editores Santiago Castro-Gómez y Eduardo Restrepo (2008).
- El giro decolonial. Reflexiones para una diversidad epistémica más allá del capitalismo global, editores Santiago Castro-Gómez y Ramón Grosfoguel (Siglo del Hombre Editores, 2007).
- La poscolonialidad explicada a los niños (Editorial Universidad del Cauca, Popayán, 2005).
- La hybris del punto cero. Ciencia, raza e ilustración en la Nueva Granada, 1750-1816 (Bogotá: Universidad Javeriana, 2005).
- Teorías sin disciplina: Latinoamericanismo, poscolonialidad y globalización en debate. Santiago Castro-Gómez y Eduardo Mendieta (1998).
- Crítica de la razón latinoamericana (Barcelona: Puvill Libros, 1996; segunda edición: Bogotá, Editorial Pontificia Universidad Javeriana, 2011).